# Godzilla
Godzilla je dinozavru podoben fikcijski lik japonskih filmov. Prvi film Godzilla je bil posnet leta 1954 in objavljen 3. novembra na Japonskem istega leta. Režiral ga je Ishiro Honda. Do sedaj je bilo posnetih 28 filmov od leta 1954 do 2004. 